# 79 Dywizja Pancerna (ZSRR)
79 Gwardyjska Zaporoska Dywizja Pancerna – związek taktyczny Armii Radzieckiej przejęty przez  Siły Zbrojne Federacji Rosyjskiej.
W końcowym okresie istnienia Związku Socjalistycznych Republik Radzieckich dywizja stacjonowała na terenie Niemieckiej Republiki Demokratycznej. W tym czasie wchodziła w skład 8 Armii. Dyslokowana do Rosji i rozformowana w 1992

## Struktura organizacyjna
Skład w 1990:
- dowództwo i sztab – Jena
- 17 Gwardyjski Orłowski pułk czołgów;
- 45 Gwardyjski Gusiatyński pułk czołgów;
- 211 Kolankiewiczowski pułk czołgów;
- 247 Gwardyjski Łodziński pułk zmotoryzowany;
- 172 Gwardyjski Berliński pułk artylerii samobieżnej;
- 1075 pułk rakiet przeciwlotniczych;
- 10 Gwardyjski Gdański batalion rozpoznawczy;
- 110 batalion łączności;
- 88 batalion inżynieryjno-saperski;
- 536 batalion obrony przeciwchemicznej;
- 1079 batalion zaopatrzenia;
- 66 batalion remontowy;
- 83 batalion medyczny.